# 茹阿里纳
茹阿里纳是巴西托坎廷斯州的一个市镇。总面积481.046平方公里，总人口2141人，人口密度4.5人/平方公里。